# KINDNESS
『KINDNESS』（カインドネス）は、1991年2月21日にリリースされた、原田真二11作目のスタジオ・アルバムである。

## 解説
- デビューから変わらない原田真二の音楽テーマのひとつに「優しさ」があるが[1]、それをアルバムタイトルに据え、主題として取り上げたのが本作『KINDNESS』である。
- このアルバム発売の前年から『ACOUSTIC NIGHT』と題した小さな箱でのアコースティック・ライブを開くことも多くなった。この一連のライヴでのMCで自然環境について語ったり[2]、発売後のテレビ出演でのコメントでも「環境問題を頑張りたい」と意思表示。URBAN（都会）[3]を舞台とした前作から、本作はNATURE (M-2・M-4・M-8・M-9等) を舞台にした歌もちりばめ、バラードも9曲中5曲と、前作の1曲から相違をみせた。
- 中でもM-8「地球はこんなにやさしいハート（GENTLE EARTH）」は、2000年より始めた環境チャリティーイベント「鎮守の杜コンサート」をサポートする目的で立ち上げたNPO法人[4]のネーミングにもなっており、このコンサートで定番として歌われている楽曲である。
- このアルバムから自宅にプライベートスタジオを設け、ほぼここで作り上げた。プログラミングも自前。ジャケット&歌詞カードのモデルには、2人の息子を起用。
- 本人によるライナーでは「非常にアットホームな匂いのする、楽曲もやさしさビームを出しまくっています[5]」と記している。

### 備考
- M-1　「永遠の時間-KINDNESS」は、ジャスコグループ→イオングループのCMソングとしてアルバム発売前からCMで流れた。
- M-5　「SHOW GIRL」は、松田聖子に提供した「Morning Beach〜Spring Lakeにて」（アルバム『We Are Love』収録，1990.12.10発売） の歌詞違い。
- M-6　「YOU ARE MY ENERGY」は、1988年シングルの英語バージョン。
- M-7　「SWEET BABY」は、1979年シングルのセルフカバー。

### Recorded
- September〜December，1990

## 収録曲
1. 永遠の時間-KINDNESS (4:29)　※ CM（イオングループ）
2. FEEL-やわらかな世界 (3:40)
3. EXCUSE ME (4:19)
4. NO SPACE LAG　(4:58)
5. SHOW GIRL　(5:03)
6. YOU ARE MY ENERGY (6:08)　※ English Version
7. SWEET BABY (4:25)
8. 地球はこんなにやさしいハート （GENTLE EARTH） (4:55)
9. HEAVEN'S DOOR (3:30)　※ English

### Writers
- All Songs Written，Arranged　by SHINJI HARADA
- Except The Words of 「NO SPACE LAG」 by Kei Ogura ／ 「YOU ARE MY ENERGY」・「HEAVEN'S DOOR」 by Mary Stickels

## MUSICIANS
- Produced and All Performed by Shinji Harada
- Synthesizer Programmig by Shinji Harada
- Programmig Assisted by Akira Suzuki, Taigo Sato

### Additional Musicians
- SWEET BABY‐ Bass： TAIGO
- Drums： AKIRA
- Chorus： SESERA & AMU
- GENTLE EARTH‐ Chorus： TAIGO, AKIRA, SESERA & AMU (THE AIR), Sean Harada